# Sloanea robusta
Sloanea robusta är en tvåhjärtbladig växtart som beskrevs av Hendrik Uittien. Sloanea robusta ingår i släktet Sloanea och familjen Elaeocarpaceae. Inga underarter finns listade i Catalogue of Life.